# Берёзовка (Львовская область)
Берёзовка (укр. Березі́вка) — село в Лопатинской поселковой общине Шептицкого района Львовской области Украины.
Население по переписи 2001 года составляло 702 человека. Занимает площадь 1,785 км². Почтовый индекс — 80260. Телефонный код — 3255.

## История
В 1946 г. Указом ПВС УССР село Ляшков переименовано в Березовку.